# Caspar David Friedrich in seinem Atelier

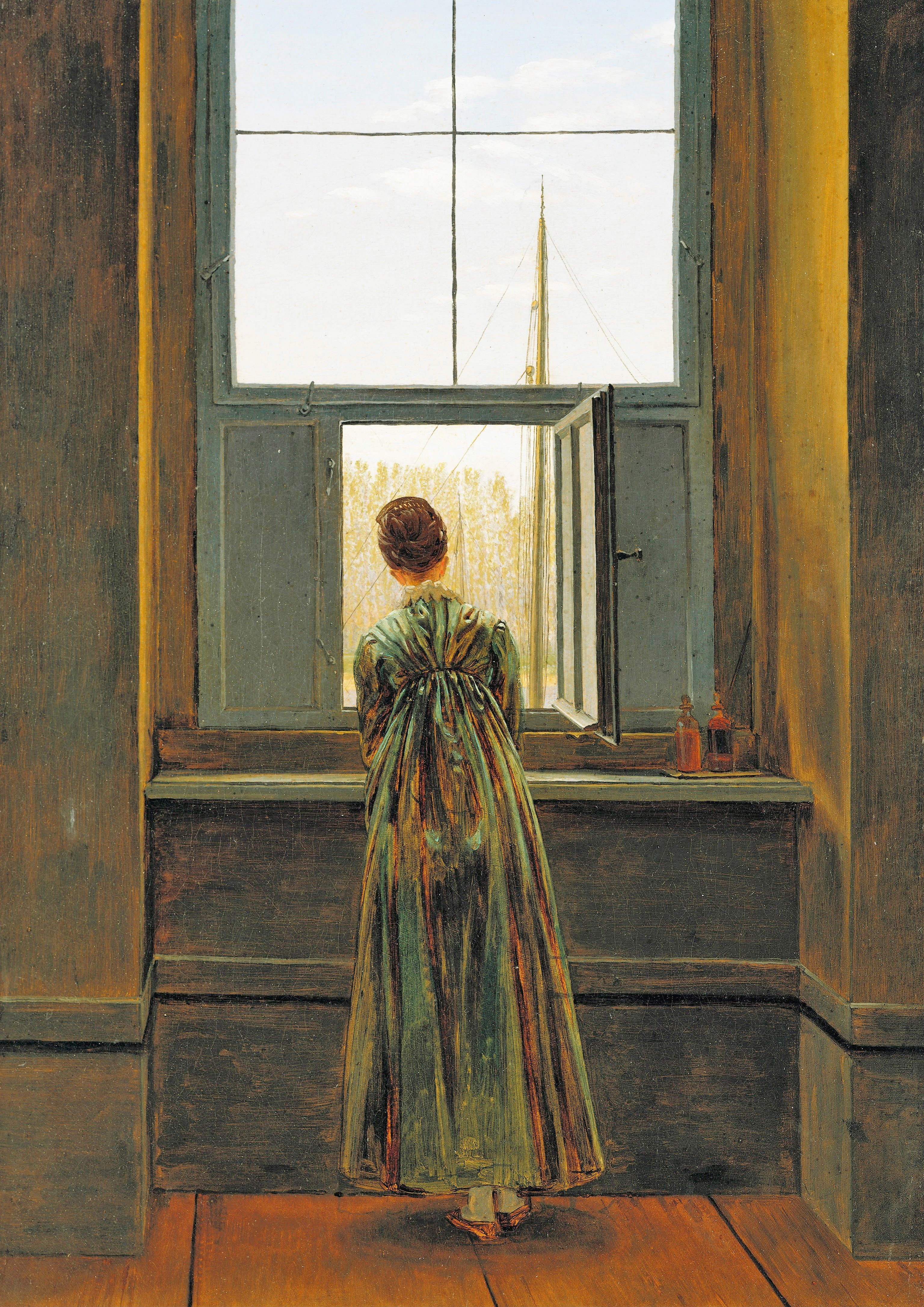
Frau am Fenster, 1822

Mit Caspar David Friedrich in seinem Atelier betitelte der Maler Georg Friedrich Kersting drei Varianten eines Bildes, die zwischen 1811 und 1819 entstanden sind. Alle zeigen den Romantiker Caspar David Friedrich in seinem Atelier in Dresden.

## Berliner Bild
Die „Berliner Bild“ genannte Version  zeigt den Maler auf einen Stuhl gestützt, während er gerade das Bild betrachtet, an dem er arbeitet. Ein Blick auf das Bild ist nicht möglich, da es auf der Staffelei von der Rückseite gezeigt wird. Friedrich wirkt gedankenverloren und hält in der rechten Hand seinen Pinsel, in der linken die Palette, einen Malstock und weitere Pinsel.
Da Friedrich als Landschaftsmaler bekannt ist, überrascht es, dass in seinem Atelier jeder Hinweis auf die Außenwelt fehlt. Ein Fenster ist mit Holzläden völlig abgedunkelt, beim anderen sind nur die oberen zwei Drittel geöffnet, sodass lediglich ein Stück Himmel zu sehen ist. Das Atelier ist betont karg. Nur an der Wand hängen zwei weitere Paletten, eine Reißschiene und ein Zeichendreieck.
Caspar David Friedrich suchte Abgeschiedenheit, damit er ungestört seiner Arbeit nachgehen konnte. Kersting zeigt das Malen als einen Prozess der Kontemplation und Reflexion. Dabei dient das Atelier als Ort reiner Konzentration. 
Auf dem Berliner Bild verdeckt ein Stuhlbein die Füße und das Schuhwerk. Es ist keine Tür zu sehen, wodurch der Raum noch abgeschlossener wirkt. Durch die Drehung der Staffelei sieht der Betrachter nicht, woran Friedrich gerade arbeitet. 
Alles, was ablenken könnte, ist weggeräumt. Die Leere suggeriert Meditation. Der Maler Karl von Kügelgen schreibt dazu:
Sogar der so wohlberechtigte Malkasten nebst Ölflaschen und Farblappen war ins Nebenzimmer verwiesen, denn Friedrich war der Meinung, daß alle äußeren Gegenstände die Bildwelt im Inneren stören …
Der Arzt und Naturforscher Carl Gustav Carus beschreibt diesen Arbeitsprozess folgendermaßen:
Er machte nie Skizzen, Kartons, Farbentwürfe zu seinen Gemälden, denn er behauptete (und gewiß nicht ganz mit Unrecht), die Phantasie erkalte immer etwas durch diese Hilfsmittel. Er fing das Bild nicht an, bis es lebendig vor seiner Seele stand …
Friedrich selbst erläuterte nichts und schloss sich ab. Von seiner Arbeit im Atelier sprach und schrieb er von der geweihten Stunde, bei der er nicht gestört werden wollte.
Kügelgen fragte sich, was die Reißschiene solle, die da als einziger Wandschmuck an der Wand hing und von der niemand begreifen konnte, wie sie zu der Ehre kam. Der Grund war, dass Lineal und Dreieck zur Nüchternheit dieses Ateliers gehören und zum Arbeitsverfahren Friedrichs, in dem sich etliches an Mathematik verbarg.

Friedrichs Dresdner Atelier befand sich in der Pirnaischen Vorstadt an der Straße An der Elbe, die heute Terrassenufer heißt. Hier arbeitet er bis zum Jahr 1820. Aus zwei Sepiablättern aus den Jahren 1805/06 ist ersichtlich, dass die Fenster des Ateliers auf die Elbe hinausgingen. Die Holzläden konstruierte Friedrich erst nach 1806 und nahm sie, nachdem er verheiratet war und seine erste Tochter geboren war, in die größere Wohnung ein paar Häuser weiter, mit. Im neuen Atelierraum sind diese Fensterläden auf dem Bild Frau am Fenster von 1822 zu sehen.

## Hamburger Bild

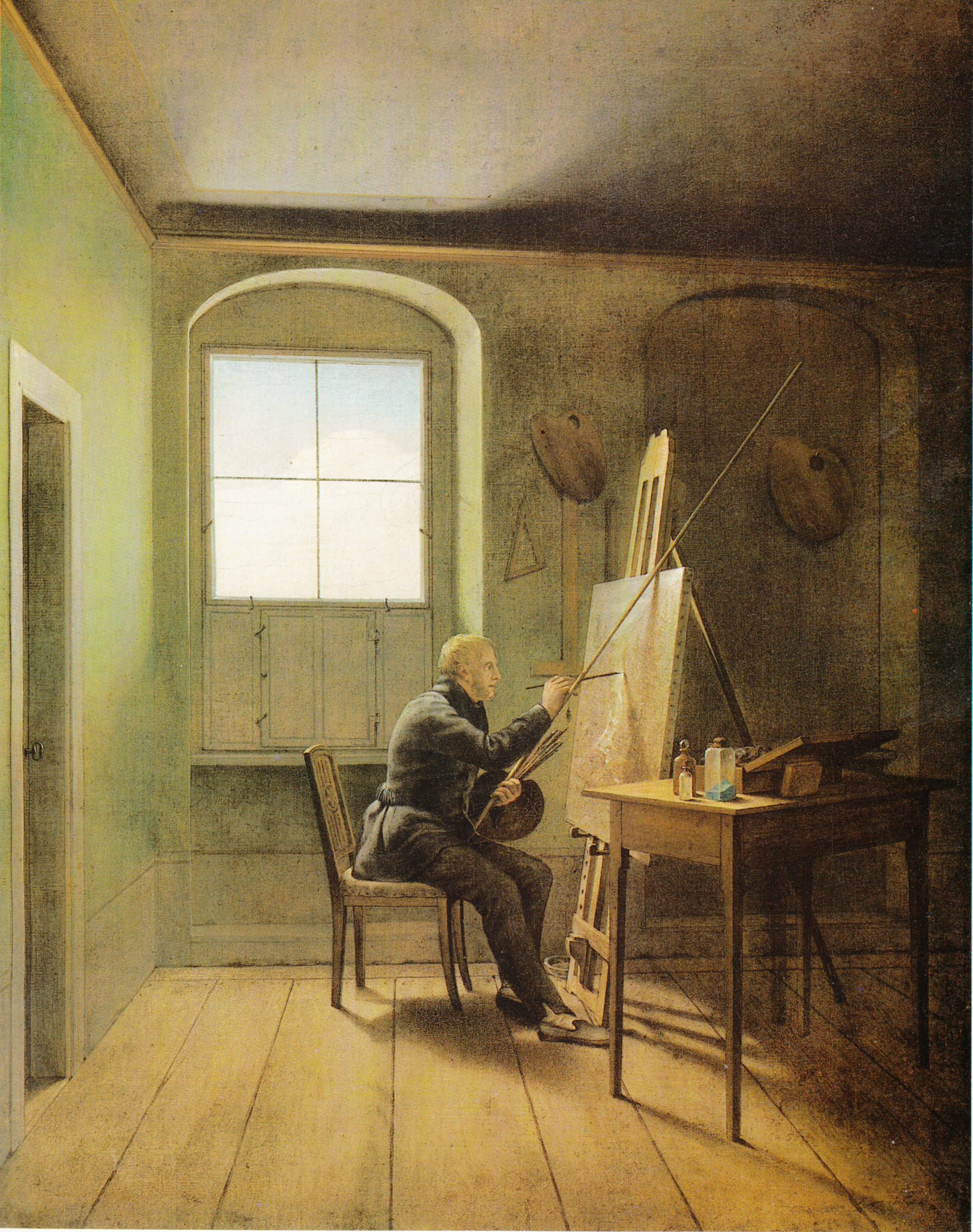
Hamburger Bild, 1811

In der Version von 1811, welche als Hamburger Bild bezeichnet wird, sitzt Friedrich vor der Staffelei und malt, wobei er den Arm auf den Malstock gestützt hat. In diesem Fall ist zu erkennen, dass er an einer Gebirgslandschaft mit Wasserfall arbeitet.
Auf dem Hamburger Bild malt Friedrich sitzend, trägt einen Hausrock und Pantoffeln, wodurch das Bild etwas Privates hat.

## Mannheimer Bild

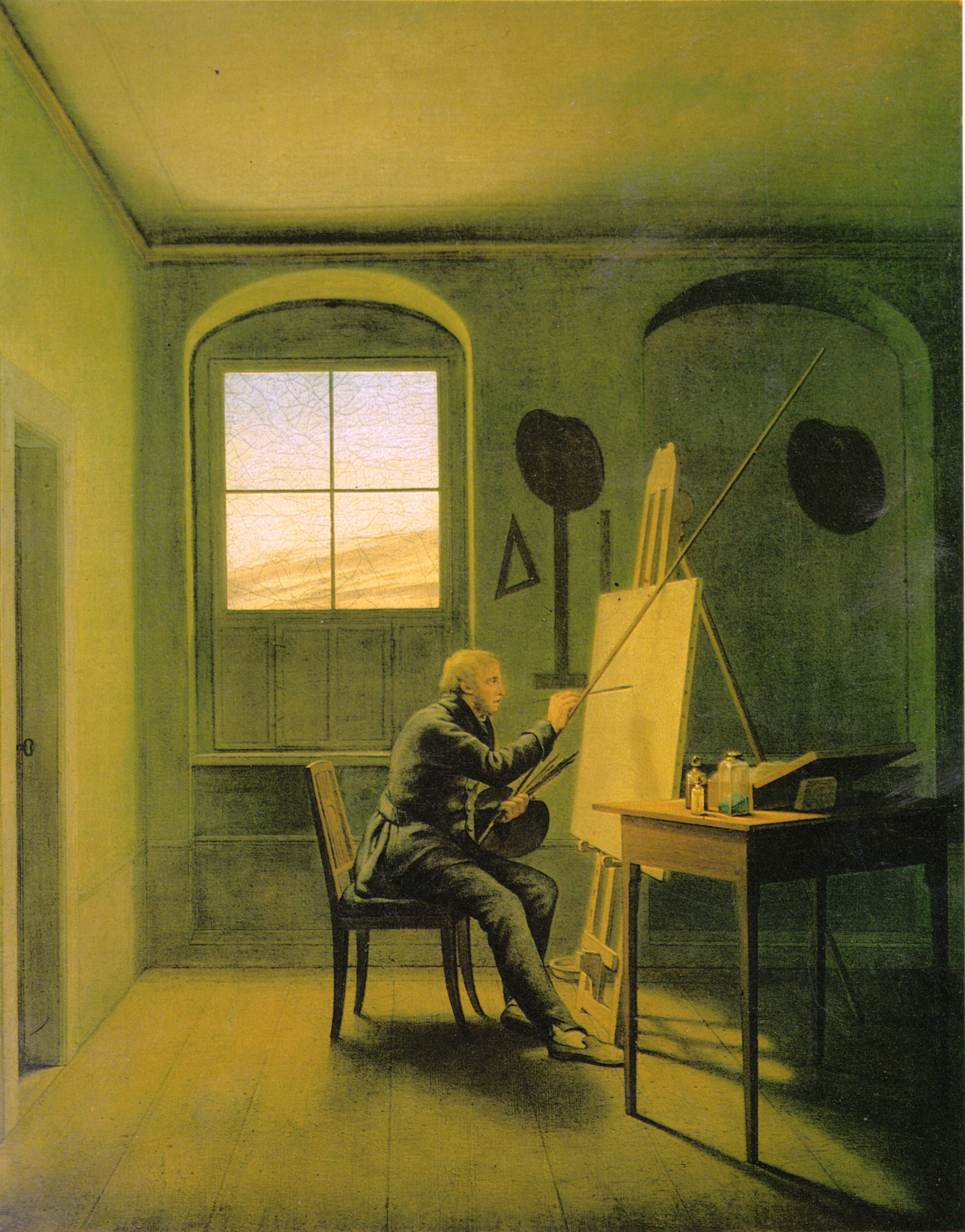
Mannheimer Version des Hamburger Bildes von 1819

Die Version von 1819, die sich heute in der Mannheimer Kunsthalle befindet, ist eine Replik des Bildes in der Hamburger Kunsthalle mit abweichender Farbstimmung und einigen veränderten Details.

## Georg Friedrich Kersting
Georg Friedrich Kersting gehörte zum Dresdner Freundeskreis Friedrichs, stammte aus dem Mecklenburgischen und hatte von 1805 bis 1808 an der Kopenhagener Akademie unter den gleichen Lehrern studiert, bevor er sich in Dresden niederließ. Kersting begleitete Friedrich im Sommer 1810 auf einer Wanderung durch das Riesengebirge. Er kommt vermutlich auch als Rückenfigur auf Friedrichs Zeichnungen und Aquarellen vor. Kersting wurde 1818 Leiter der Malereiabteilung an die Porzellanmanufaktur in Meißen, hielt jedoch den Kontakt zu Friedrich noch für eine Weile aufrecht. Kerstings hat seine Porträts oft als Innenraumbilder angelegt und den Porträtierten umgeben von ihm vertrauten Dingen dargestellt, die etwas über ihn aussagten. 
Keines seiner Bilder war so karg wie das Porträt seines berühmten Freundes Friedrich; es unterscheidet sich enorm von dem chaotischen Arbeitszimmer des Malers Gerhard von Kügelgen, das mit zahllosen Gegenständen vollgestopft war.